# Pol-e Chadżu
Pol-e Chadżu (per: پل خواجو pol-e khajoo) - jeden z najbardziej znanych mostów w Isfahanie, w Iranie z XVII wieku. Szach Abbas II zbudował go na fundamentach starego mostu około 1650. Ma 23 łuki i 105 metrów długości i 14 m szerokości. Łączy dzielnicę Chadżu na północnym brzegu z dzielnicą zoroastriańską, nad rzeką Zajande Rud.
Droga prowadząca przez most ma 7,5 metrów szerokości, wykonana jest z cegieł i kamieni z 21 większych i 26 mniejszych kanałów wlotowych i wylotowych. Kawałki kamienia wykorzystanych w tym moście mają ponad 2 metry długości, a odległość między każdym kanałem i podstawą pułapu wynosi 20 metrów.  Z istniejących napisów wynika, że most został naprawiony w roku 1873.